# Togo Francuskie
Togo Francuskie – obszar w Afryce pod administracją Ligi Narodów z mandatem klasy B, utworzony przez podzielenie protektoratu Niemieckiego Togolandu na Togo francuskie i Togo Brytyjskie ze stolicą w Lomé.
Terytorium Togo Francuskiego utworzono po podziale Togolandu 27 grudnia 1916, w czasie I wojny światowej, kiedy brytyjskie i francuskie siły już zajęły Togo. Po wojnie 20 lipca 1922 Togo Francuskie stało się terytorium mandatowym Ligi Narodów.
Po II wojnie światowej, mandat stał się terytorium powierniczym ONZ zarządzanym przez Francję.
W 1955 utworzono Autonomiczną Republikę Togo w ramach Unii Francuskiej, która zachowała jednak status terytorium powiernicznego. W 1956 w drodze referendum przyjęto konstytucję.
27 kwietnia 1960 Togo Francuskie stało się niepodległym państwem.